# エフロルニチン
エフロルニチン（Eflornithine）とはサノフィ・アベンティスにより製造されている種々の目的で使用される薬物の一つ。エフロルニチンは最初は腫瘍の治療のために発見されたが、悪性腫瘍に対する有効性は低く、アフリカ睡眠病（特にTrypanosoma brucei gambiense による西アフリカ型）に対して高い有効性を有することが発見された。当該物質はアフリカ睡眠病に対する有効性をもつ薬であり、数多くの命を救ったとされる。アメリカ合衆国では Ornidyl の商品名で知られている。
最近の研究として（2008年の報告）、カリフォルニア大学アーバイン校によって行われた調査では、スリンダク（抗炎症薬の一つ）とエフロルニチンの組み合わせは有意に結腸直腸ポリープの再発のリスクを軽減させることを報告した。

エフロルニチンまたは塩酸エフロルニチンとして投与される。